# Trung tử
Trung tử trong sinh học có cấu trúc dạng ống vi thể hình trụ, được tìm thấy ở hầu hết các tế bào động vật và tảo và thường hiếm gặp ở thực vật. Vỏ của mỗi trung tử thường gồm 9 mặt, mỗi mặt có 3 ống vi thể (tuy nhiên ở phôi Drosophila chỉ có 2 ống và ở tinh trùng Caenorhabditis elegans chỉ có 1 ống). Một bộ hai trung tử nằm vuông góc với nhau trong không gian, tạo thành một phức hợp mà các nhà sinh học tế bào gọi là trung thể.
Trong quá trình nhân đôi, mỗi cặp trung tử mới sẽ được tạo ra từ một chiếc của cặp ban đầu cộng thêm một chiếc mới. Nếu các trung tử được dùng để tạo các bào quan di động, như roi và lông, chiếc trung tử già hơn, chiếc mẹ, sẽ trở thành chủ thể thiết lập cấu trúc của bào quan đó.
Các trung tử tạo nên sợi tơ vô sắc để phân chia các chromosome trong quá trình phân bào. Tuy nhiên, trung tử lại không cần thiết cho tế bào phân chia bởi vì các tế bào có các trung tử bị phá hủy bởi tia Laser vẫn có thể phân chia bình thường.